# اندیس کوه کلات E
کوه کلات E یک اندیس فلزی است که در حوالی شهر کهنوج استان هرمزگان قرار دارد و مادهٔ معدنی موجود در آن، مس است.  